# Hyalyris frater
Hyalyris frater är en fjärilsart som beskrevs av Osbert Salvin 1869. Hyalyris frater ingår i släktet Hyalyris och familjen praktfjärilar. Inga underarter finns listade i Catalogue of Life.